# Circolo Canottieri Napoli (pallanuoto)
Il Circolo Canottieri Napoli è un club italiano di pallanuoto, fondato a Napoli nel 1914.
È tra i più prestigiosi in Italia, avendo vinto otto scudetti, una Coppa Italia ed una European Cup.
La sede del club è al Molosiglio, nel quartiere San Ferdinando. Il Circolo gestiva anche una seconda piscina, chiusa dal 2020 per inagibilità e situata a Ponticelli.

## Storia
La storia sportiva della Canottieri Napoli è stata segnata da un'acerrima rivalità con la Rari Nantes Napoli.
Dagli anni Cinquanta ai Settanta la pallanuoto napoletana visse infatti di sfide tra i due circoli.
Un'ulteriore rivalità, risalente a tempi più recenti, è quella che contrappone la Canottieri al Circolo Nautico Posillipo, altra società partenopea plurititolata.

### Dalla fondazione ai primi titoli nazionali
A partire dalla fine degli anni '40, la formazione del Circolo Canottieri Napoli fu stabilmente ai vertici del campionato italiano di pallanuoto. Il primo scudetto risale al 1951 e, da allora, la società partenopea ha conquistato 8 titoli nazionali.

### Il trionfo in Europa: European Cup

La squadra del Circolo Canottieri Napoli, campione d'Europa nel 1978

Il 1977 è certamente un anno scolpito nella memoria degli appassionati di pallanuoto napoletani. La Canottieri vinse infatti il suo primo ed unico trofeo internazionale, conquistando la prestigiosa European Cup e disputando la finale di Supercoppa Len.
Negli anni '80, quando il Posillipo raggiunse la massima divisione e la Rari Nantes scivolò nelle serie minori, la piscina Felice Scandone divenne il palcoscenico dei duelli con i nuovi rivali cittadini. 
L'ultimo titolo nazionale conseguito risale alla stagione 1989-1990, annata in cui i partenopei si aggiudicarono l'ottavo scudetto, superando in finale la Rari Nantes Savona.
Nel 1991, dopo aver sconfitto Marsiglia e Spandau, la Canottieri Napoli perse contro gli jugoslavi del Mladost la finale di European Cup. 
Nel 1998, giunse invece in finale di Coppa Italia, sconfitta dal Pescara.

### La retrocessione in A2 e la riconquista della massima divisione
La retrocessione in serie A2, maturata al termine della stagione 2003-04, segnò in negativo la storia del Circolo. La formazione riuscì a riconquistare la massima divisione solo nel 2013, ben nove anni dopo.
La stagione 2012-2013 vide, infatti, la Canottieri Napoli vincere il Girone Sud di seconda serie e superare, rispettivamente in semifinale e finale dei play-off promozione, il Chiavari ed il Civitavecchia.

### Ritorno in Champions
Il 21 maggio 2017, battendo la BPM Sport Managament nello spareggio per il 3/4 posto delle "Final 6" di Torino, il club festeggiò il ritorno in Europa, qualificandosi per la Champions League dopo oltre 27 anni dall'ultima partecipazione. La chiusura stagionale al 3º posto in classifica segnò anche il ritorno sul podio italiano dopo 14 anni.

### L'autoretrocessione
Al termine dell'annata 2019-2020, complice anche la pandemia di Covid-19, la formazione partenopea annunciò l'autoretrocessione in serie A2, chiudendo un ciclo di sette stagioni disputate in massima divisione.

### La rinascita
Nel 2023, a seguito dell'elezione della nuova dirigenza, gli oltre 900 soci hanno eletto un nuovo presidente, Giancarlo Bracale, e un vicepresidente sportivo - ex campione d'Italia e d'Europa della Canottieri Napoli, nonché ex allenatore e allievo di Fritz Dennerlain - Renato Notarangelo. Il cambio ha permesso al sodalizio del Molosiglio di puntare immediatamente al ritorno in serie A1. Traguardo sfiorato nel 2024, con la finale playoff persa ai rigori contro l'Olimpic Roma, e raggiunto al termine della stagione agonistica successiva dopo la finale playoff vinta contro Torino.

## Rosa 2025-2026
| N° |                   | Ruolo | Giocatore           |
| -- | ----------------- | ----- | ------------------- |
|    | Italia (bandiera) | P     | Enrico Caruso       |
|    | Italia (bandiera) | A     | Lorenzo Briganti    |
|    | Italia (bandiera) | A     | Domenico Mutariello |
|    | Serbia (bandiera) | D     | Nikola Bursac       |
|    | Italia (bandiera) | CB    | Biagio Borrelli     |
|    | Italia (bandiera) | D     | Umberto Esposito    |
|    | Italia (bandiera) | D     | Mario Coda          |

| N° |                    | Ruolo | Giocatore          |
| -- | ------------------ | ----- | ------------------ |
|    | Italia (bandiera)  | A     | Kevin Guadagni     |
|    | Francia (bandiera) | A     | Ivan Zivkovic      |
|    | Italia (bandiera)  | A     | Gianluca Confuorto |
|    | Italia (bandiera)  | CV    | Vincenzo Tozzi     |
|    | Italia (bandiera)  | CB    | Michele Gargiulo   |
|    | Italia (bandiera)  | CB    | Marco Parisi       |
|    | Italia (bandiera)  | P     | Francesco Altomare |
|    | Italia (bandiera)  | CV    | Vincenzo Raia      |

### Staff
- Coach:  Vincenzo Massa
- Assistente:  Paolo Iacovelli
- Assistente:  Alessandro Avagnano
- Consigliere - Team Manager:    Mario Morelli
- Preparatore Atletico:  Ivan Milone
- Medico sociale:  Maurizio Marassi
- Addetto stampa:  Dr Luigi Falco
- Vicepresidente con delega agli sport:  Renato Notarangelo

## Palmarès

### Trofei nazionali
- Campionato italiano: 8

1951,1958, 1963, 1973, 1975, 1977, 1979, 1990
- Coppe Italia: 1

1970
- Trofeo del Giocatore: 5

1955, 1957, 1970, 1975, 1990
- Campionato italiano indoor: 3

1956, 1957, 1965

### Trofei internazionali
- Coppa dei Campioni: 1

1977

### Trofei giovanili
- Campionato italiano Juniores: 9

1955, 1957, 1958, 1970, 1987, 1993, 2014, 2015, 2018
- Campionato italiano Allievi: 3

1954, 2015, 2017
- Campionato italiano Ragazzi: 1

2010

## Onorificenze
- Stella d'oro al merito sportivo: 1974[7]
- Collare d'oro al merito sportivo: 2014[8]